# Geloharpya
Geloharpya is een kevergeslacht uit de familie van de boktorren (Cerambycidae). De wetenschappelijke naam van het geslacht werd voor het eerst geldig gepubliceerd in 1868 door Thomson.

## Soorten
Geloharpya omvat de volgende soorten:
- Geloharpya amoena (Westwood, 1841)
- Geloharpya burgeoni (Breuning, 1935)
- Geloharpya confluens (Harold, 1879)
- Geloharpya crux-nigra (Hope, 1833)
- Geloharpya divisa Fiedler, 1939
- Geloharpya leucospila (Jordan, 1903)
- Geloharpya murrayi (Chevrolat, 1855)
- Geloharpya polyspila (Harold, 1879)
- Geloharpya schmitti Allard, 1993
- Geloharpya vittata (Aurivillius, 1907)